# Kim Possible
Kim Possible este un serial de animație creat de Bob Schooley și Mark McCorkle pentru Disney Channel. Personajul titular este o adolescentă însărcinată cu combaterea criminalității în mod regulat, în timp ce se confruntă cu problemele cotidiene ale unui adolescent obișnuit. Kim este ajutată de cel mai bun prieten stângaci al ei, Ron Stoppable, de cârtița golașă Rufus și de geniul computerelor în vârstă de zece ani, Wad. Ei sunt cumoscuți sub numele de Echipa Possible, misiunile lui Kim și Ron le cer în primul rând să impiedice planurile malefice ale duo-ului savant nebun-suprarăufăcător Dr. Drakken și al asistentei sale Shego, precum și ale altor inamici. 
Serialul a debutat în România pe data de 11 august 2008, pe canalul Jetix. 
Scriitorii veterani ai Disney Channel, Schooley și McCorkle, au fost recrutați de canal pentru a dezvolta un serial de animație care să poată atrage atât publicul mai matur, cât și pe cel mai tânăr și au conceput Kim Possible ca un serial despre o eroină de acțiune talentată și asociatul ei mai puțin competent. Inspirat de raritatea serialelor animate cu personaje feminine în rolul principal de la acea vreme, Kim Possible se bazează pe experiențele din liceu ale creatorilor și combină elemente de acțiune, aventură, dramă, romantism și comedie pentru a atrage atât fetele, cât și băieții, parodiând în același timp Franciza James Bond și filme cu spioni și supereroi. Spre deosebire de alte seriale Disney Channel în care se folosește umorului auto-referențial, Schooley și McCorkle au dezvoltat un dialog rapid în stil de sitcom pentru a-i satisface pe spectatorii adulți. Amplasat în orașul fictiv Middleton, decorul și locațiile seriei prezintă o estetică cu influențe retro. 
Kim Possible este al doilea serial de animație, după The Proud Family, difuzat exclusiv pe Disney Channel, precum și primul serial al canalului produs de Walt Disney Television Animation ca serie originală. De asemenea, a devenit primul serial animat Disney Channel care a fost produs în HD. Serialul a avut premiera pe 7 iunie 2002 și s-a încheiat pe 7 septembrie 2007, după 87 de episoade și patru sezoane. Kim Possible a primit aprecieri de la critici, devenind unul dintre cele mai apreciate și populare seriale Disney. În timpul difuzării sale, au fost realizate două filme de televiziune: A Sitch in Time (2003) și So the Drama (2005). S-au realizat, de asemenea, merch-uri bazate pe serie, cum ar fi lansări pe DVD, jucării și jocuri video. Un film de televiziune live-action cu același nume a fost lansat în 2019. 

## Subiect
Acțiunea se petrece în Middleton, o comunitate din Statele Unite. Serialul se învârte în jurul unei adolescente, Kimberly Ann Possible, ce trebuie să se împartă între lupta cu criminalii și viața normală de adolescentă. Prietenul său, Ron Stoppable și șobolanul lui Ron, Rufus, sunt partenerii ei de misiune. Kim primește informații și echipamentul pentru misiune de la un geniu de 12 ani, Wade Load, care se pare că nu își părăsește camera niciodată, doar de puține ori în ultimul sezon. După salvarea lumii, Kim o întâlnește pe Athena, care este un humanoid creat de Dr. Drakken si Shego pentru a fura scânteia lui Kim ca să-l transfere lui ca sa preia controlul lumii alaturi de Shego, colega lui de răzbunare.
Shego îl scoate pe Drakken din închisoare și el vrea să dezvăluie lui Shego planul malefic de a distruge lumea. Kim începe liceul și s-a pregătit pentru teste, examene, prinderea făptașului, etc. Kim vrea să devină majoretă. Athena avea scopul de a o distruge pe Kim. Athena în a doua misiune, a salvat-o pe Kim și a întrecut-o. Kim încearcă să-și revină, luptă cu răul și eșuază.
Athena îi spune lui Kim și s-a prefăcut că este prietena ei, după aceea află că transferul de la ea la Drakken va cauza o autodistrugere aproape mortala. Kim încearcă să o sălveze pe Athena, dar a fost prea târziu pentru acest lucru. Familia Possible încearcă să scoată bunătatea lui Athena la suprafață asamblând-o la loc.
La finalul filmului Kim și Athena creează un club de arte marțiale cu batul Bo.

## Jocuri video
| A                                    | Platformă        | Data lansării      |
| ------------------------------------ | ---------------- | ------------------ |
| Kim Possible: Revenge of Monkey Fist | Game Boy Advance | 15 noiembrie 2002  |
| Kim Possible 2: Drakken's Demise     | Game Boy Advance | 22 septembrie 2004 |
| Kim Possible 3: Team Possible        | Game Boy Advance | 26 iulie 2005      |
| Kim Possible: Kimmunicator           | Nintendo DS      | 9 noiembrie 2005   |
| Kim Possible: What's the Switch?     | PlayStation 2    | 19 octombrie 2006  |
| Kim Possible: Global Gemini          | Nintendo DS      | 13 februarie 2007  |